# Otto Rothe
Otto Rothe (n. 6 noiembrie 1924, Samoniny⁠(d), Gmina Gołdap⁠(d), Warmia și Mazuria, Polonia – d. 9 ianuarie 1970, Bad Reichenhall, Bavaria, Germania) a fost un călăreț ce a reprezentat Germania, medaliat olimpic. A participat la 2 ediții ale Jocurilor Olimpice (1952, 1956) în care a câștigat două medalii de argint.